# Gamble Glacier
Gamble Glacier är en glaciär i Antarktis. Den ligger i Östantarktis. Australien gör anspråk på området. Gamble Glacier ligger 1 714 meter över havet.
Terrängen runt Gamble Glacier är huvudsakligen kuperad, men åt sydost är den platt.  Trakten är obefolkad. Det finns inga samhällen i närheten. 